# Tempelj Džingan
Tempelj Džingan (poenostavljeno kitajsko: 静安寺; tradicionalno kitajsko: 靜安寺; pinjin: Jìng'ān Sì; šanghajsko: Zin'oe Zy dobesedno 'Tempelj miru in spokojnosti'; zgodovinsko Tempelj Brbotajoči vodnjak) je ezoterični budistični tempelj Tangmi na cesti West Nandžing (zgodovinsko Nanking ali Bubbling Well Road v angleščini) v Šanghaju.

## Zgodovina
Prvotni tempelj je bil zgrajen leta 247 n. št. v kraljestvu Vu v obdobju Treh kraljestev v starodavni Kitajski. Prvotno je stal ob potoku Sudžov, leta 1216 pa je bil v času dinastije Song preseljen na lokacijo Džingan. Tempelj je bil obnovljen v času dinastije Čing, vendar je bil med kulturno revolucijo porušen in spremenjen v tovarno plastike. Leta 1983 je bilo območje vrnjeno prvotnemu namenu in tempelj obnovljen. Z leti se je tempelj širil, pagoda Džingan pa je bila dokončana leta 2010. Leta 1953 je bil za opata templja imenovan mojster Čisong (釋持松), priznani republikanski menih, ki je bil iniciiran v sekto Šingon in usposobljen za ačarjo. Tempelj je ponovno vzpostavil v skladu z budistično tradicijo Tangmi in vanj vključil Mandalo dveh kraljestev. V sodobnem času tempelj še vedno uradno prakticira budizem Tangmi. 19. decembra 2009 je bil v templju Džingan postavljen 15-tonski srebrni kip Bude Rudre, ulit iz čistega srebra. V dvorano Dašiongbao je bilo dodanih več kot deset 3-tonskih srebrnih kipov bodhisatve in učencev.

## Značilnosti
Tri dvorane v južnjaškem slogu, vsaka s svojim dvoriščem, iz zadnje rekonstrukcije (1880):
- Dvorana nebeških kraljev
- Dvorana treh svetnikov
- Dvorana krepostnih del
- Mahavirova dvorana ('Dragocena dvorana velikega junaka'), glavna dvorana
- Vzhodno od glavne dvorane je dvorana Guanjin. V središču dvorane je kip boginje, izdelan iz kamforjevega lesa. Stoji na podstavku v obliki lotosa, je visok 6,2 metra in tehta 5 ton
- Nasproti je dvorana žadastega Bude, kjer v središču sedi 3,8-metrski Buda iz žada. To je največji sedeči kip Bude iz žada v državi.
- Opatove sobe
- Bakreni zvon iz dinastije Ming (Hongvwu zvon), težak 3,5 tone
- Kamniti Bude iz obdobja južnih in severnih dinastij (420–589 n. št.)
- Slike mojstrov slikarstva Ču Džišana, Džang Dačjana in Ven Sženminga[2]
- Mandale, vklesane na tantričnem oltarju v zgornjem nadstropju

## Galerija
- Nočni prizor templja Džingan
- V notranjosti templja
- Dvorana Guanjin
- Okolica
- Rezbarije
- empelj Džingan znotraj sodobnega urbanega območja
- V notranjosti templja Džingan